# Mesosignum weddellensis
Mesosignum weddellensis är en kräftdjursart som beskrevs av Madhumita Choudhury och Brandt 2004. Mesosignum weddellensis ingår i släktet Mesosignum och familjen Mesosignidae. Inga underarter finns listade i Catalogue of Life.